# Piccolo museo Pietro Rosa
Il Piccolo museo Pietro Rosa si trova a Calice al Cornoviglio in provincia della Spezia, all'interno del castello Doria Malaspina di Calice, che ospita gli altri centri culturali della cittadina ligure, tra i quali la Pinacoteca David Beghè.
Il museo nacque nella seconda metà degli anni novanta grazie alla sensibilità del signor Carlo Dallari, appassionato collezionista delle opere del pittore Pietro Rosa (Le Grazie, 1º gennaio 1923 - Calice al Cornoviglio, 1995), e il sindaco di Calice al Cornoviglio, Flavio Cucco.
La mostra temporanea si trasforma in mostra permanente ed è ospitata inizialmente in alcune sale del piano nobile del castello e nel 2005 viene trasferita nei locali che un tempo ospitavano le carceri mandamentali di Calice.
L'ambiente suggestivo, anche se ridotto, ospita una selezione delle opere del maestro spezzino del Novecento. Tra queste opere figurano scorci del porto della Spezia e di Portovenere, mentre la sala situata nella torre angolare del castello Doria Malaspina ospita una panoramica di opere (ritratti e paesaggi) tra cui un autoritratto dell'autore.
All'interno del Piccolo Museo Pietro Rosa è anche custodito il frammento di una statua stele rinvenuta nei pressi di Borseda, in località Foce di Veppo nel comune di Rocchetta di Vara, che rappresenta uno dei più significativi reperti storici finora venuti alla luce nel comune di Calice al Cornoviglio.